# Noordpoolgebied

De blauwe stippellijn is de noordpoolcirkel, de rode lijn is de 10°C-juli-isotherm.

De noordpool.

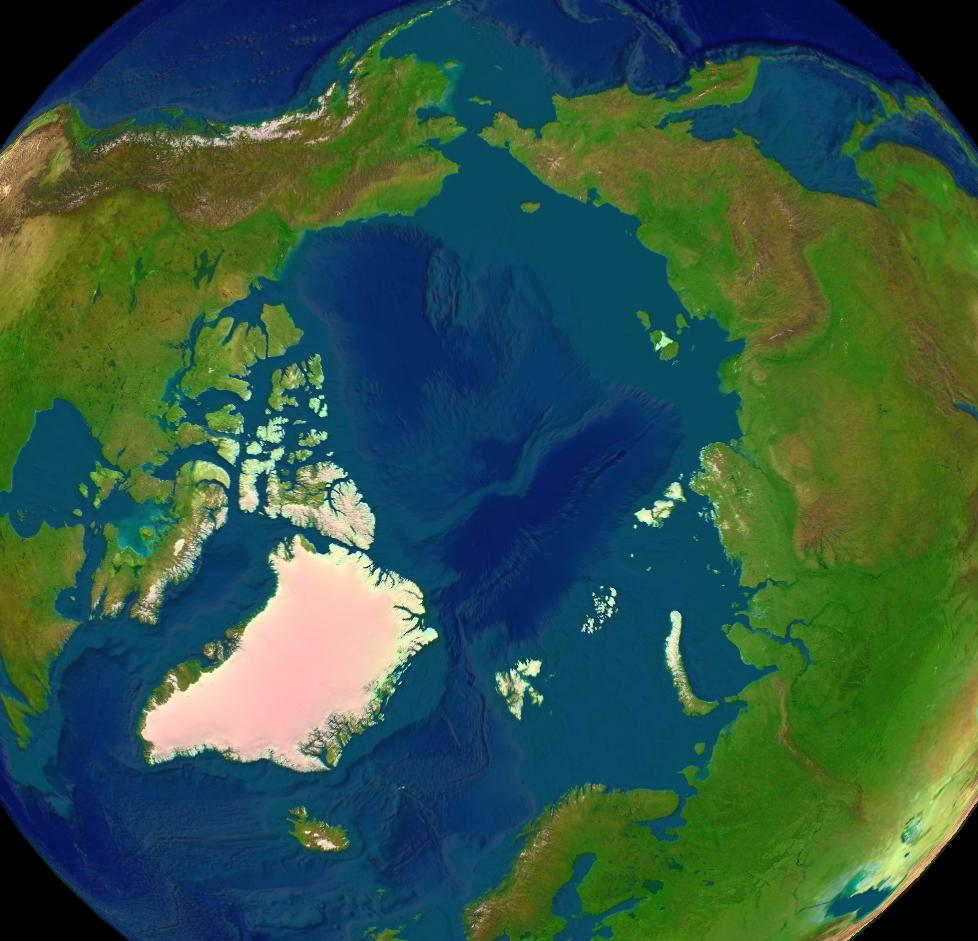
noordpoolgebied (kunstzinnige weergave).

Het noordpoolgebied (ook wel de arctis of Arctica genoemd) is het gebied rond de Noordpool van de Aarde. 
Het gebied omvat, afhankelijk van de gebruikte definitie, stukken van Rusland, de Verenigde Staten, Canada, Groenland, Noorwegen, Zweden, Finland, IJsland en de Noordelijke IJszee. De Arctis wordt doorgaans gedefinieerd als het gebied ten noorden van de noordpoolcirkel (ongeveer 66° NB). Alternatief wordt de 10 °C-juli-isotherm als grens gebruikt, of de noordelijke boomgrens.
Het noordpoolgebied staat ook bekend als het land van de middernachtzon, aangezien de Arctis binnen de noordpoolcirkel ligt. Dit is een gebied waar in de zomer gedurende een bepaalde periode van het jaar de zon niet onder gaat, en in de winter gedurende een even lange periode de zon niet opkomt. Hoe noordelijker men komt, hoe langer deze perioden duren, op de Noordpool elk een half jaar.

## Etymologie
De naam Arctis is een verwijzing naar de sterrenbeelden Grote Beer en Kleine Beer (Arktos (άρκτος) is Grieks voor 'beer'), die zich nabij de noordelijke hemelpool bevinden.

## Arctische culturen[2][3]
- Ungangan (Aleoeten)
- Tsjoektsjen
- Inuit
- Inupiaq
- Nenetsen
- Saami
- Joepiken